# 罗杰·斯塔尼尔
罗杰·斯塔尼尔（法語：Roger Yate Stanier，1916年10月22日—1982年1月29日）是一位法裔加拿大微生物学家，对现代微生物学的发展具有影响力。他将蓝藻（Cyanophyceae）归类为细菌域，即为蓝细菌（Cyanobacteria）。